# Apális-de-bamenda
Apális-de-bamenda  (Apalis bamendae) é uma espécie de ave da família Cisticolidae.
É endémica dos Camarões.
Os seus habitats naturais são: florestas subtropicais ou tropicais húmidas de baixa altitude e savanas áridas.
Está ameaçada por perda de habitat.